# CARA Brazzaville
CARA Brazzaville is een Congolese voetbalclub uit de hoofdstad Brazzaville. De club was vooral succesvol in de jaren 70 en 80. In 1974 won de club de CAF Champions League.

## Erelijst
Nationaal
- Championnat du Congo

1970, 1972, 1973, 1974, 1975, 1976, 1981, 1984
- Coupe du Congo

1981, 1986, 1992
Continentaal
- African Cup of Champions Clubs

1974